# Сварінка
Сварінка (словац. Svarínka) — річка в Словаччині; ліва притока Чєрного Вагу, протікає в окрузі Ліптовський Мікулаш.
Довжина — 9.1 км.
Витікає в масиві Низькі Татри на схилі гори Немецка на висоті 1350 метрів. 
Впадає у Чєрний Ваг на висоті 691 метр при осаді Сварін села Кральова Легота. 